# فورت ریپلی (مینه‌سوتا)
فورت ریپلی، مینه‌سوتا (به انگلیسی: Fort Ripley, Minnesota) یک شهر در ایالات متحده آمریکا است که در شهرستان کرو وینگ، مینه‌سوتا واقع شده‌است.

## خصوصیات
فورت ریپلی ۳٫۷۳ کیلومترمربع مساحت و ۶۹ نفر جمعیت دارد و ۳۵۶ متر بالاتر از سطح دریا واقع شده‌است.